# Rogier Krohne
Rogier Krohne (* 23. November 1986 in Eelde) ist ein niederländischer Fußballspieler, der seit Januar 2017 für die zweite Mannschaft des FC Schalke 04 spielt.

## Karriere
Krohne spielte in seiner Jugend für VV Actief, den GRC Groningen und den FC Groningen. Mit 18 Jahren wurde er in die Groninger Profimannschaft übernommen. Er bestritt bis 2008 vier Spiele in der Eredivisie. 2008 wechselte er in die Zweite Liga zum FC Emmen. Auch bei diesem konnte er für sich keinen Stammplatz erobern. Nach einem Jahr ging er zum deutschen Fünftligisten BV Cloppenburg. In der Saison 2011/12 gelang Cloppenburg der Aufstieg in die Regionalliga Nord, zu dem Krone mit 14 Toren beitrug. In der folgenden Saison wurde Krohne mit 24 Treffern Torschützenkönig der Regionalliga Nord. Zur Saison 2013/14 wechselte er zu Preußen Münster. Er unterschrieb einen Zweijahresvertrag. Er erzielte am 17. August 2014 den Treffer für Münster gegen den FC Bayern München im DFB-Pokal. Zur Saison 2016/17 kehrte er zum FC Emmen zurück, den er in der Winterpause wieder verließ, um zur zweiten Mannschaft des FC Schalke 04 zu wechseln.